# NGC 157
NGC 157 (другие обозначения — MCG −2-2-56, PGC 2081) — спиральная галактика с перемычкой в созвездии Кита. Этот объект входит в число перечисленных в оригинальной редакции «Нового общего каталога».
NGC 157 является большой спиральной галактикой с перемычкой и имеет два ярко выраженных спиральных рукава (grand design). Располагается на расстоянии 70 миллионов световых лет. В 1994—1995 годах галактика была исследована на радиотелескопе VLA (США, штат Нью-Мексико) на длине волны нейтрального водорода (HI) 21 см. В 1995 году на 90-сантиметровом телескопе обсерватории Китт Пик (США, штат Аризона) было получено высококачественное оптическое изображение галактики. Наложив изображения, учёные определили, что газовый диск NGC 157 по размеру во много раз превосходит видимый в оптическом диапазоне. Скорость движения газа в диске при отдалении от центра галактики плавно падает, но остаётся достаточно большой и не может быть объяснена без привлечения «скрытой массы» в виде тёмного гало галактики. Предполагаемая масса несветящегося вещества в гало NGC 157 сравнительно мала и превышает общую массу звёзд лишь в 1—2 раза.
В галактике вспыхнула сверхновая SN 2009em типа Ic, её пиковая видимая звездная величина составила 16,6.